# Pic de Rosari
El Pic de Rosari és una muntanya de 2.608 metres que es troba en el massís de Beret, al municipi d'Alt Àneu, a la comarca del Pallars Sobirà. Es el pic central de la carena limitada al nord pel Pic de Marimanya, de 2.678 metres, i el Cap del Muntanyó d'Àrreu, de 2.630 metres d'altitud, situat al sud. A l'oest de l'esmentada carena es troba el Circ de Baciver.
Està inclòs dintre del Parc Natural de l'Alt Pirineu. Un corriol permet accedir al cim pel vessant nord, per la collada dels estanys de Rosari.